# Budynek Gazpromu
Budynek Gazpromu, ros. Здание Газпрома – wieżowiec w Moskwie, Rosja. 

## Historia powstania
Budowę rozpoczęto w 1993, ukończono w 1995. Konstrukcja ma wysokość 150 metrów i 90 centymetrów, posiada 35 kondygnacji nadziemnych oraz 2 poziomy podziemne stanowiące parking.
Budynek został zaprojektowany przez Studio Nr 12. Wieżowiec jest ulokowany daleko poza centrum miasta, 11,5 km od Kremla na południowej granicy dzielnicy mieszkaniowej Czeriomuszki. Budynek łatwo rozpoznać dzięki logo Gazpromu przytwierdzonemu do fasady.